# Bộ Tư lệnh Liên Hợp Quốc

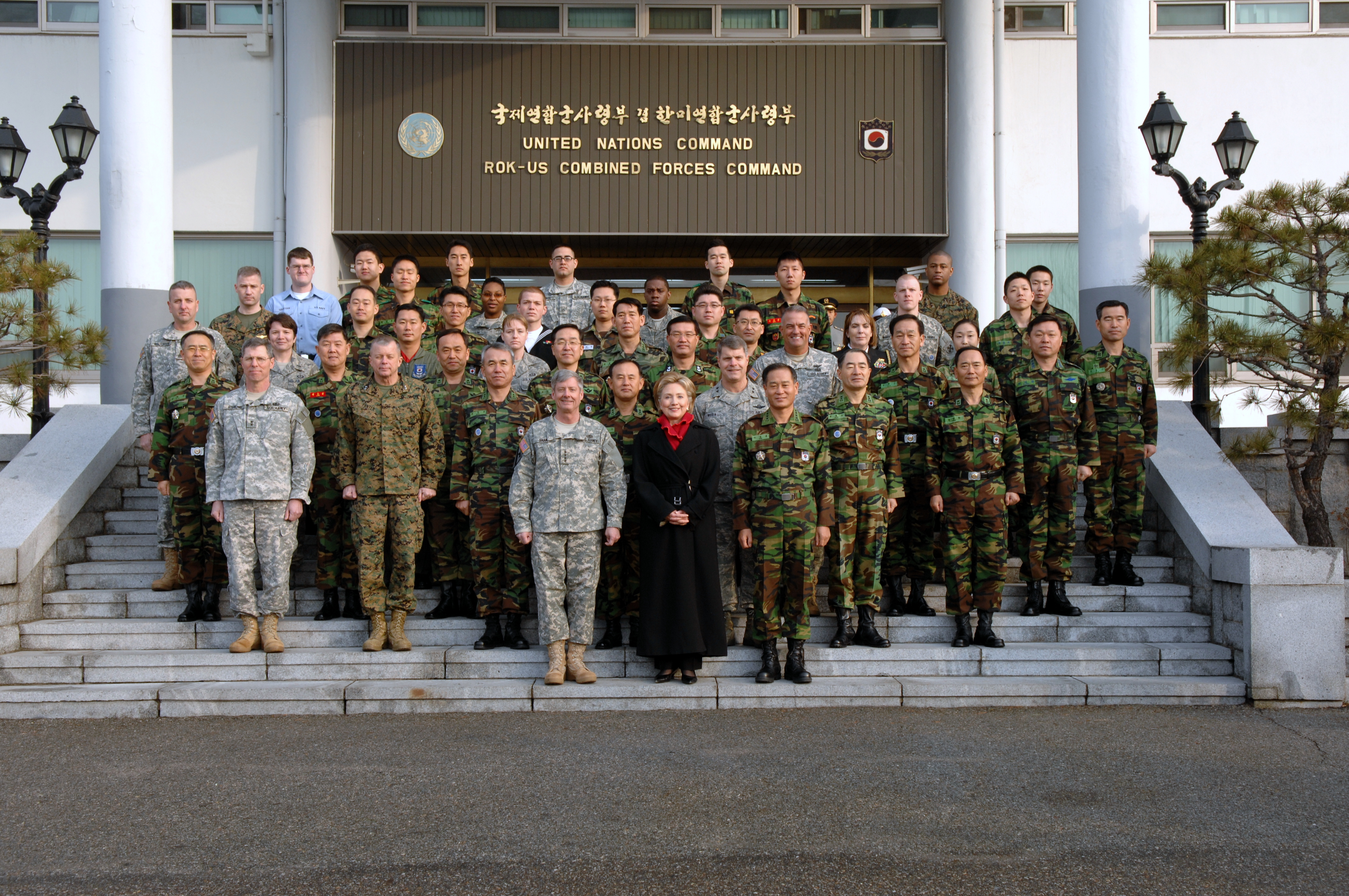
Trụ sở Bộ Tư lệnh Liên Hợp Quốc và Bộ chỉ huy lực lượng phối hợp Mỹ- Hàn năm 2009.

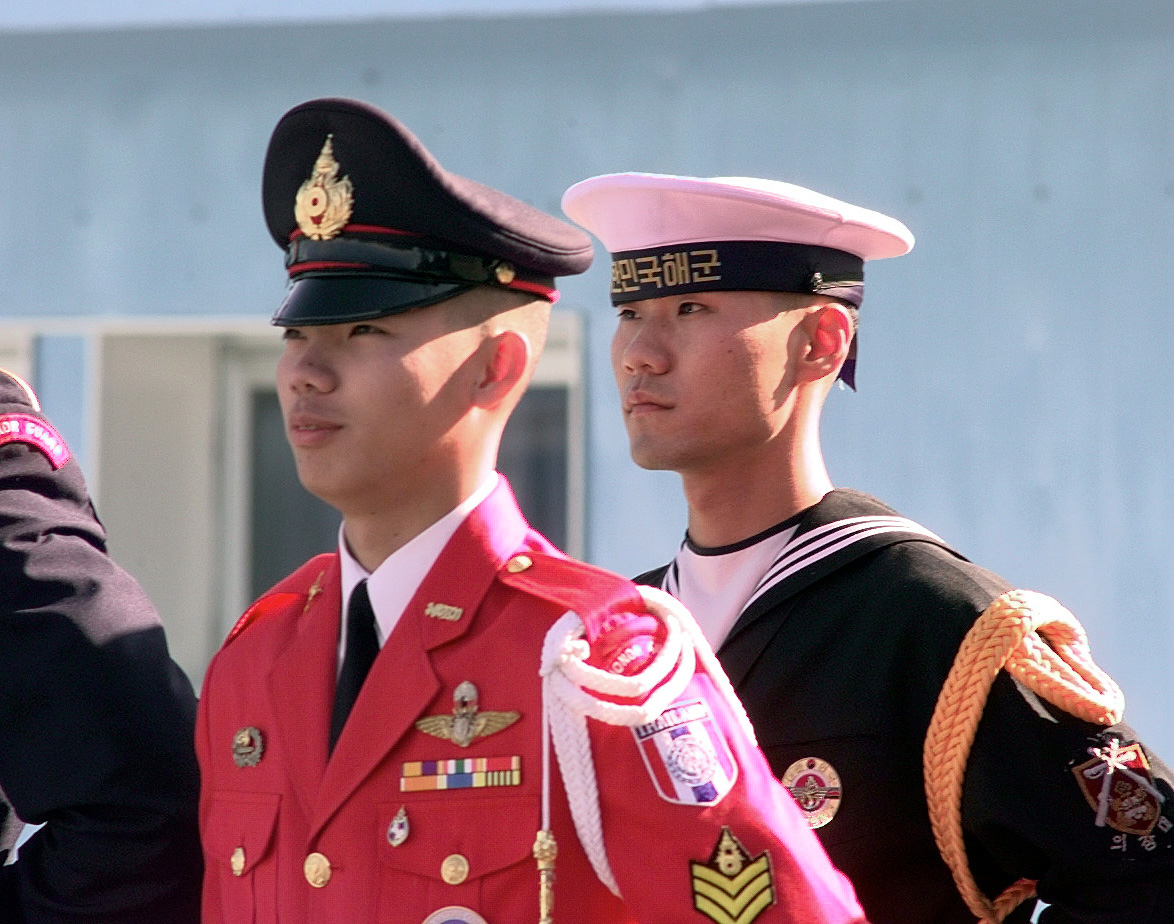
Thành viên của Đại đội Vệ binh Danh dự Bộ tư lệnh Liên Hợp Quốc (United Nations Command Honor Guard Company).

Bộ Tư lệnh Liên Hợp Quốc (UNC) là cơ cấu chỉ huy thống nhất cho các lực lượng quân sự đa quốc gia, được thành lập năm 1950, hỗ trợ Đại Hàn Dân quốc (còn gọi là Hàn Quốc, Đại Hàn hoặc Nam Hàn) trong và sau Chiến tranh Triều Tiên.
Bộ Tư lệnh Liên Hợp Quốc và Bộ Tư lệnh Trung- Triều đã ký Hiệp định đình chiến Triều Tiên vào ngày 27 tháng 7 năm 1953, chấm dứt cuộc giao tranh nặng nề. Hiệp định đình chiến đã thành lập Ủy ban đình chiến quân sự (MAC), bao gồm đại diện của hai bên ký kết, để giám sát việc thực hiện các điều khoản đình chiến và Ủy ban Giám sát Các Quốc gia Trung lập (NNSC) để giám sát các hạn chế của đình chiến đối với việc củng cố hoặc củng cố các bên đình chiến chính họ. MAC tại miền Bắc Triều Tiên đã được thay thế bởi đại diện Bàn Môn Điếm dưới sự quản lý độc quyền của Cộng hòa Dân chủ Nhân dân Triều Tiên (còn gọi là Triều Tiên hoặc Bắc Triều Tiên). Các cuộc họp định kỳ đã bị dừng lại, mặc dù các sĩ quan trực thuộc Khu vực An ninh chung (thường được gọi là Làng đình chiến Bàn Môn Điếm) từ mỗi bên gặp nhau thường xuyên. Ngày 6 tháng 11 năm 2018, UNC thông báo rằng UNC sẽ chuyển giao nhiệm vụ bảo vệ chính của Khu vực An ninh chung phi quân sự cho cả CHDCND Triều Tiên và Hàn Quốc.

## Tình trạng pháp lý
Các nghị quyết cho rằng các lực lượng thuộc UNC là "các lực lượng Liên Hợp Quốc" và chính Liên Hợp Quốc có thể được coi là một kẻ hiếu chiến trong chiến tranh. Tuy nhiên, trên thực tế, Liên Hợp Quốc không kiểm soát lực lượng chiến đấu. Lực lượng này được kiểm soát bởi Hoa Kỳ, nơi cung cấp nhiều người (và chịu nhiều thương vong hơn) so với bất kỳ quốc gia nào tham gia chiến tranh. Hầu hết các nhà quan sát  kết luận rằng các lực lượng thuộc UNC không có trong quân đội Liên Hợp Quốc và các hành động của UNC không phải là hành động của Liên Hợp Quốc. UNC có thể được coi là một liên minh của quân đội quốc gia, hoạt động dưới quyền tự vệ tập thể. Nghị quyết 84 của Hội đồng Bảo an Liên Hợp Quốc cho phép sử dụng cờ Liên Hợp Quốc đồng thời với cờ của các quốc gia UNC tham gia.

Năm 1994, Tổng thư ký LHQ Boutros Boutros-Ghali đã viết trong một lá thư gửi Bộ trưởng Ngoại giao Triều Tiên rằng: 
Hội đồng Bảo an đã không thiết lập bộ chỉ huy thống nhất như một cơ quan bổ trợ dưới sự kiểm soát của mình, mà chỉ đề nghị tạo ra một lệnh như vậy, xác định rằng nó thuộc thẩm quyền của Hoa Kỳ. Do đó, việc giải thể bộ chỉ huy thống nhất không thuộc trách nhiệm của bất kỳ cơ quan nào của Liên Hợp Quốc mà là vấn đề thuộc thẩm quyền của Chính phủ Mỹ.

## Thành lập năm 1950
Sau khi Quân đội Nhân dân Triều Tiên xâm chiếm Hàn Quốc vào ngày 25 tháng 6 năm 1950, Hội đồng Bảo an Liên Hợp Quốc đã thông qua Nghị quyết 82 kêu gọi CHDCND Triều Tiên chấm dứt chiến sự và rút về vĩ tuyến 38.
Ngày 27 tháng 6 năm 1950, nó đã thông qua Nghị quyết 83, khuyến nghị các thành viên Liên Hợp Quốc cung cấp hỗ trợ cho Hàn Quốc "để đẩy lùi cuộc tấn công vũ trang và khôi phục hòa bình và an ninh quốc tế cho khu vực".
Đơn vị đầu tiên không phải là người Hàn Quốc và không phải Hoa Kỳ tham gia chiến đấu là Phi đội số 77, Không quân Hoàng gia Úc, đã bắt đầu hộ tống, tuần tra và các loại tấn công mặt đất từ Iwakuni, Nhật Bản ngày 2 tháng 7 năm 1950. Ngày 29 tháng 6 năm 1950, chính phủ New Zealand đã ra lệnh cho hai tàu khu trục lớp Loch - Tutira và Pukaki chuẩn bị tiến vào vùng biển Hàn Quốc, và trong toàn bộ cuộc chiến, ít nhất hai tàu của New Zealand sẽ ở trong khu vực chiến sự. Ngày 3 tháng 7, Tutira và Pukaki rời căn cứ hải quân Devonport, Auckland. Họ đã gia nhập các lực lượng Liên bang khác tại Sasebo, Nhật Bản, vào ngày 2 tháng 8.
Nghị quyết 84 của Hội đồng Bảo an Liên Hợp Quốc, được thông qua vào ngày 7 tháng 7 năm 1950, khuyến nghị các thành viên cung cấp lực lượng quân sự và các trợ giúp khác cho Hàn Quốc "làm cho các lực lượng đó và các hỗ trợ khác có sẵn cho một bộ chỉ huy thống nhất dưới Hoa Kỳ".

 Tổng thống Syngman Rhee của Hàn Quốc đã giao chỉ huy hoạt động của Lục quân, Hải Quân và không Quân Hàn Quốc cho Tướng MacArthur làm Tổng tư lệnh Liên Hợp Quốc (CINCUNC) trong một lá thư ("Thư Pusan") ngày 15 tháng 7 năm 1950: 
 Theo quan điểm về nỗ lực quân sự chung của Liên hợp quốc thay mặt cho Hàn Quốc, trong đó tất cả các lực lượng quân sự, trên bộ, trên biển và trên không, của tất cả các Liên hiệp quốc chiến đấu trong hoặc gần Triều Tiên đã được đặt dưới quyền chỉ huy hoạt động của bạn, và Trong đó bạn đã được chỉ định là Tư lệnh tối cao của Lực lượng Liên Hợp Quốc, tôi rất vui khi được giao cho bạn quyền chỉ huy trên tất cả các lực lượng trên bộ, trên biển và trên không của Hàn Quốc trong thời kỳ tiếp tục tình trạng chiến sự hiện nay, đó là mệnh lệnh được thực hiện bởi cá nhân bạn hoặc bởi chỉ huy quân sự hoặc chỉ huy quân sự mà bạn có thể ủy quyền cho việc thực thi quyền lực này ở Hàn Quốc hoặc ở các vùng biển lân cận.
 Ngày 29 tháng 8 năm 1950, Lữ đoàn Bộ binh 27 của Khối thịnh vượng chung Anh đã đến Busan để gia nhập lực lượng mặt đất của UNC, cho đến lúc đó chỉ bao gồm các lực lượng Mỹ và Hàn Quốc. Lữ đoàn 27 di chuyển vào dòng sông Naktong phía tây Daegu.
Các đơn vị từ các quốc gia khác của Liên Hợp Quốc theo sau: Bộ Tư lệnh Liên Hợp Quốc Bỉ, Canada, Colombia, Ethiopia, Pháp, Hy Lạp (Trung đoàn Bộ binh 15), Luxembourg, Hà Lan, New Zealand (Trung đoàn 16, Pháo binh Hoàng gia New Zealand), Philippines (Lực lượng viễn chinh Philippines đến Triều Tiên), Nam Phi (Phi đội số 2 SAAF), Thái Lan và Lữ đoàn Thổ Nhĩ Kỳ. Đan Mạch, Ấn Độ, Na Uy và Thụy Điển đã cung cấp cho các đơn vị y tế. Ý cung cấp một bệnh viện, mặc dù nó không phải là thành viên Liên Hợp Quốc. Iran cung cấp hỗ trợ y tế từ dịch vụ y tế của quân đội Iran.
Ngày 1 tháng 9 năm 1950, Bộ Tư lệnh Liên Hợp Quốc có quân số 180.000 tại Hàn Quốc: 92.000 là người Hàn Quốc, người còn lại là người Mỹ và Lữ đoàn Bộ binh 27 của Anh.

## 1950-1953
Trong ba năm Chiến tranh Triều Tiên, lực lượng quân sự của các quốc gia này đã liên minh với tư cách là thành viên của UNC. Quân sô tối đa của UNC là 932.964 vào ngày 27 tháng 7 năm 1953, ngày Hiệp định đình chiến được ký kết:
- Lực lượng chiến đấu 
  - Hàn Quốc - 590.911
  - Hoa Kỳ - 302,483
  - Úc - 17.000
  - Vương quốc Anh - 14.198
  - Thái Lan - 6.326
  - Canada - 6.146
  - Thổ Nhĩ Kỳ - 5,453
  - Philippines - 1.468
  - New Zealand - 1.385
  - Etiopia - 1.271
  - Hy Lạp - 1.263
  - Pháp - 1.119
  - Colombia - 1.068
  - Bỉ - 900
  - Nam Phi - 826
  - Hà Lan - 819
  - Luxembourg - 44
- Viện trợ nhân đạo (không tính trong tổng số trên) 
  - Đan Mạch (tàu bệnh viện MS Jutlandia) - 600
  - Ấn Độ
  - Ý (Ospedale da Campo n ° 68)
  - Na Uy (NORMASH)
  - Thụy Điển

Các chỉ huy của UNC là: Douglas MacArthur, Matthew B. Ridgway và Mark Wayne Clark. John E. Hull được chỉ định là chỉ huy UNC để thực hiện lệnh ngừng bắn (bao gồm cả việc hồi hương tự nguyện của tù nhân chiến tranh) sau khi hiệp định đình chiến được ký kết.

## 1953 trở đi
Đầu tháng 7 năm 1950, giữa sự bối rối của những ngày đầu tiên của cuộc chiến, Seoul đã đặt lực lượng vũ trang của mình dưới sự chỉ huy của Tướng Douglas MacArthur làm tư lệnh Liên Hợp Quốc (LHQ). Sự sắp xếp này tiếp tục sau khi đình chiến. Trong khoảng hai mươi lăm năm, trụ sở Bộ Tư lệnh Liên Hợp Quốc, không có sĩ quan Hàn Quốc trong đó, chịu trách nhiệm bảo vệ Hàn Quốc, với sự kiểm soát hoạt động đối với phần lớn các đơn vị trong Quốc quân Đại Hàn Dân Quốc. Bộ chỉ huy là tổ chức lập kế hoạch thời bình chính cho phản ứng của đồng minh trước cuộc xâm lược của Cộng hòa Dân chủ Nhân dân Triều Tiên và tổ chức chỉ huy thời chiến chính cho tất cả các lực lượng của Hàn Quốc và Hoa Kỳ tham gia bảo vệ Hàn Quốc.
Vào ngày 7 tháng 11 năm 1978, một trụ sở chính, Bộ Tư lệnh Lực lượng Hợp nhất Mỹ-Hàn (CFC) đã được thành lập và các đơn vị quân đội Hàn Quốc với các nhiệm vụ tiền tuyến được chuyển từ Bộ Tư lệnh Liên Hợp Quốc sang kiểm soát hoạt động của CFC. Tổng tư lệnh của CFC, một sĩ quan quân đội Hoa Kỳ, cuối cùng đã trả lời cho các cơ quan chỉ huy quốc gia của Hoa Kỳ và của Hàn Quốc.
Năm 1994, tất cả các lực lượng Hàn Quốc đã được trả lại quyền kiểm soát hoạt động của chính phủ Hàn Quốc. Các lực lượng Hàn Quốc đã bị cắt đứt khỏi CFC trong thời gian đình chiến tiếp tục và Tư lệnh CFC cuối cùng không còn chịu trách nhiệm về sự sẵn sàng chiến đấu của các lực lượng Hàn Quốc. Hàn Quốc, với tư cách là một quốc gia có chủ quyền, đã nhận trách nhiệm này.
Theo luật, Tư lệnh Liên quân Mỹ-Hàn, được chọn làm người chỉ huy của CFC Mỹ-Hàn. Phó Tư lệnh là một tướng bốn sao của quân đội Hàn Quốc, người cũng được coi là chỉ huy thành phần của lực lượng mặt đất.
CFC có quyền kiểm soát hoạt động đối với hơn 600.000 nhân viên quân sự đang hoạt động của tất cả các dịch vụ, của cả hai quốc gia. Trong thời chiến, sự gia tăng có thể bao gồm khoảng 3,5 triệu lính dự bị của Hàn Quốc cũng như các lực lượng bổ sung của Mỹ được triển khai từ bên ngoài Hàn Quốc. Nếu Triều Tiên xâm chiếm Hàn Quốc, CFC sẽ cung cấp một hệ thống phòng thủ phối hợp thông qua các Lệnh thành phần của Lực lượng Không quân, Lục quân, Hải quân và Lực lượng phối hợp và Lực lượng đặc nhiệm kết hợp chiến tranh đặc biệt. Các lực lượng trong nước và tăng cường Hoa Kỳ sẽ được cung cấp cho CFC để làm việc bởi thành phần chiến đấu tương ứng.
Việc chuyển giao quyền kiểm soát thời chiến của phòng vệ Hàn Quốc cho chính phủ Hàn Quốc đã được thảo luận định kỳ. Chừng nào hệ thống tấn công phủ đầu KAMD và Kill Chain của Hàn Quốc vẫn được phát triển, việc chuyển giao quyền kiểm soát hoạt động đầy đủ có thể sẽ bị hoãn lại.
Tháng 5 năm 2018, Trung tướng Canada Wayne Eyre trở thành người không phải là người Mỹ đầu tiên làm phó chỉ huy của UNC.

## UNC-Rear
UNC-Rear đặt tại Căn cứ Không quân Yokota, Nhật Bản và được chỉ huy bởi một đội trưởng của Không quân Hoàng gia Úc với một phó chỉ huy của Lực lượng Canada. Nhiệm vụ của nó là để duy trì SOFA cho phép các UNC để giữ lại một liên kết phía sau hậu cần và dàn dựng trên lãnh thổ Nhật Bản.

## Chuyển giao khu vực an ninh chung
Ngày 6 tháng 11 năm 2018, UNC đã thông báo rằng UNC đã đồng ý cho phép các binh sĩ Triều Tiên và Hàn Quốc nắm quyền chỉ huy các nhân viên an ninh đóng quân ở mỗi bên của Khu vực An ninh chung phi quân sự.